# KF Cargo

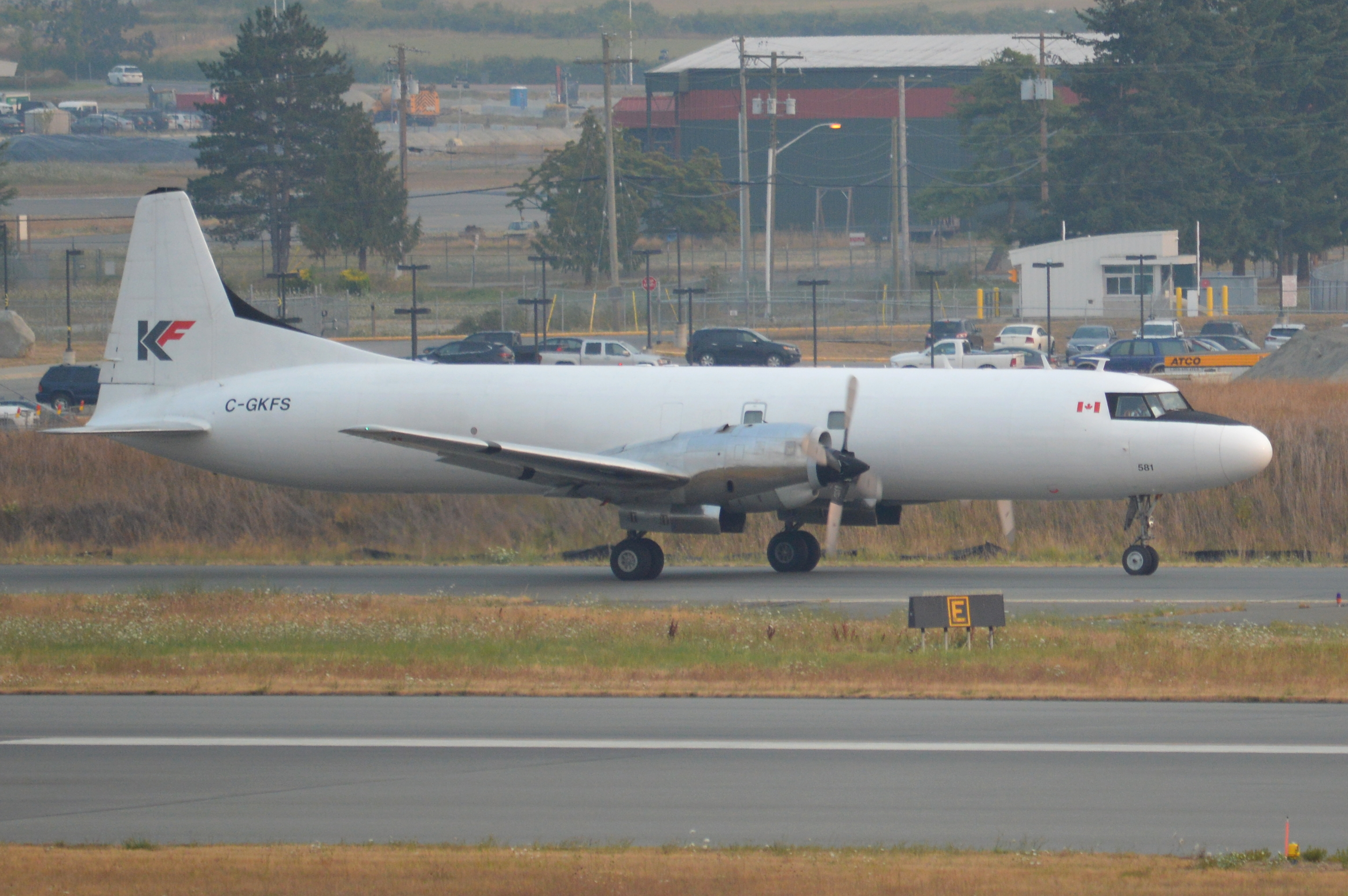
Un KF Cargo Convair 5800

Kelowna Flightcraft Air Charter opera com KF Cargo i Kelowna Flightcraft opera com KF Maintenance and Engineering és una aerolínia de càrrega amb base a Kelowna, Columbia Britànica, Canadà. Duu a terme vols xàrter de càrrega a llarg termini per a empreses de missatgeria i transport, patrulles d'incendis forestals, venda i arrendament d'avions a Canadà i a tot el món. També dona serveis de manteniment i fabricació d'aeronaus.

## Història
KF Càrrec és una companyia subsidiària de KF Aerospace, que es va establir com Kelowna Flightcraft el 20 de març de 1970 i la subsidiària de càrrega es va establir i va començar a operar al juny de 1974. És propietat exclusiva de Barry Lapointe Holding.

## Destinacions
KF Càrrec opera serveis de càrrega aèria a les següents destinacions: Aeroport de Kamloops, Aeroport Internacional de Kelowna, Aeroport de Prince George, Aeroport Internacional de Vancouver i Aeroport Internacional de Victoria.

## Flota

### Flota de càrrega
A partir de setembre de 2019, KF Càrrec/KF Maintenance i Engineering té els següents avions registrats en Transport Canada.

### Arrendament
KF Càrrec lloga avions McDonnell Douglas DC-10, Boeing 737 i Convair 580/5800. Les operacions d'arrendament de KF Càrrec tenen la distinció de desenvolupar el primer avió Boeing 737-300 Quick Change del món.
La companyia ha arrendat avions a diverses aerolínies de passatgers canadencs, incloses Harmony Airways, Greyhound Air, Roots Air en el passat i també als Estats Units a IFL Group Inc. Actualment, KF Càrrec arrenda el seu avió Boeing 737-300 Quick Change a Canadian North

### Flota històrica
L'aerolínia operava anteriorment una àmplia gamma d'avions, inclosos Aero Commander, diversos Beechcraft, helicòpters Bell 206, Boeing 727, Boeing 737, Boeing 757, diversos avions Cessna, Convair CV-440 Metropolitan, Convair CV-580, de Havilland Canada DHC-4 Caribou, Douglas DC-3, McDonnell Douglas DC-10, Fairchild F27, Grumman Gulfstream I (G159), Heli Courier, Howard 500, Israel 1124, Israel 1125, Mitsubishi MU-2, Piper Aircraft, Robinson R44 i Taylorcraft DC65.

## Accidents i incidents
- El 13 de gener de 1999, un Douglas DC-3, C-GWUG, es va estavellar contra Mount Parke, Illa Mayne, en un vol de càrrega nacional des de l'Aeroport Internacional de Vancouver fins a l'Aeroport Internacional de Victoria. L'avió va ser destruït i tots dos pilots, els únics ocupants, van morir. La recerca va revelar que el vol estava sent operat sota les regles de vol visual durant la nit, en contravenció de les Regulacions d'Aviació canadenques.[7]
- El 9 de juliol de 1981, Howard 500 C-GKFN (cn 500-107), operat per Kelowna Flightcraft per a operacions de càrrega durant la nit, es va estavellar poc després de l'enlairament de l'Aeroport Internacional de #Toronto. Morts: 3 tripulants.[8]
- El 7 de setembre de 1976, Douglas C-47 C-GKFC va ser destruït per un incendi després d'un aterratge d'emergència prop de Brocket, Alberta. Les 26 persones a bord van escapar. L'avió estava en un vol domèstic no programat de passatgers des de l'Aeroport Regional de Vernon, Columbia Britànica, fins a l'Aeroport de Lethbridge, Alberta.[9]

## Bases
Les bases pilot inclouen l'Aeroport Internacional de Kelowna, l'Aeroport Internacional John C. Munro Hamilton i l'Aeroport Internacional de Vancouver.
Les bases de manteniment principals inclouen l'Aeroport Internacional John C. Munro Hamilton i l'Aeroport Internacional Kelowna amb una base satèl·lit en l'Aeroport Internacional de Vancouver.